# Isabelle Parsy
Pour les articles homonymes, voir Parsy.
 (mars 2011).
Si vous disposez d'ouvrages ou d'articles de référence ou si vous connaissez des sites web de qualité traitant du thème abordé ici, merci de compléter l'article en donnant les références utiles à sa vérifiabilité et en les liant à la section « Notes et références ».
Isabelle Parsy, est une comédienne française née en 1965 à Versailles vivant à Aix-en-Provence.

## Biographie
Issue d'une grande famille de juristes[réf. nécessaire], Isabelle Parsy obtient un BTS tourisme à la suite duquel elle se passionne pour le théâtre en suivant le cours Simon (1987) et le cours Périmony (1988) à l'âge de 23 ans.
Son premier spectacle, qu'elle monte en 1994 lui ouvrira les portes de nombreux festivals où elle sera récompensée par de nombreux prix[réf. nécessaire]. Avec ce spectacle intitulé "Caviar, champagne et patates chaudes", elle fera la première partie d'Élie Kakou au Palais des festivals et des congrès de Cannes, alors produite par Paul Lederman. Pendant les deux années suivantes, elle fera la tournée des cafés-théâtres dans toute la France.
Son second intitulé "Les riches en faillite" écrit en 1996 sera joué dans de nombreux festivals d'humour et théâtres de Paris, notamment au théâtre des Deux Ânes et au Point Virgule, ainsi qu'à Montreux en Suisse.
Après une apparition au cinéma dans le film La Nouvelle Ève, de Catherine Corsini, Isabelle Parsy crée en 1999 son troisième spectacle en solo intitulé "Autoritaire, moi ?" avec lequel elle participe aux "Coups d'humour" sur TF1. S'ensuit une nouvelle création au Festival d'Avignon en complicité avec Sophie Marion. Ce spectacle comique intitulé "Un siècle de cocottes et cocues" sera joué durant 5 mois au Café d'Edgar à Paris.
Très créative, Isabelle Parsy ne s'arrête pas là puisqu'elle recommence en 2001 en créant au Festival d'Avignon un nouveau spectacle, Du Rififi à la morgue, qu'elle jouera aux Théâtre des Blancs-Manteaux pendant 2 mois et qui connaîtra ensuite un grand succès partout en France[réf. nécessaire].
Son quatrième spectacle en solo qu'elle intitulera dans un premier temps "Grosse migraine", prendra sa forme finale en 2003 sous le titre "Parsy fait sont cirque", et connaîtra lui aussi un succès mérité[réf. nécessaire].
En 2004 le succès sera à nouveau au rendez-vous[réf. nécessaire] puisqu'une émission de Paris Première intitulée "Une histoire de spectacle" sera entièrement consacrée à Isabelle Parsy qui fera également un passage très remarqué cette même année au "FestiFemme" de Marseille.
En 2009, elle revient avec une nouvelle pièce intitulée La Belle-Mère sur un texte de Xavier Chavari (également auteur et comédien au sein du duo Chavari et Durand) et sur une mise en scène de François Bourcier. Ce spectacle sera joué au festival d'Avignon en 2010 et 2011.
Isabelle Parsy consacre actuellement son temps à la réalisation de divers spectacles ainsi qu'à la direction artistique du théâtre Le Forum à Avignon et du théâtre La Fontaine d’Argent à Aix-en-Provence depuis 2005 à 2010.

## Théâtre
- On va faire la cocotte de Georges Feydeau
- Les Boulingrin de Georges Courteline au Théâtre du Tourtour

### One-woman show
- 45bis avenue Foch de Michel Rivgauche qu'elle crée au Théâtre Movies
- 1994 :Caviar, champagne et patates chaudes
- 1996 : Les riches en faillite
- 1999 : Autoritaire, moi ?
- 1999 : Un siècle de cocottes et cocues coécrit avec Sophie Marion
- 2001 : Du Rififi à la morgue
- 2003 : Parsy fait sont cirque
- 2009 : La Belle-Mère de Xavier Chavari
- 2014 : La Belle-Mère 2 de Xavier Chavari

### Autres pièces
- 2008 : Gratin de courge à l'Élysée en duo avec l'auteur Naho, mise en scène de Cathy Chabot
- Les Pestes en duo avec l'auteur Patricia Levrey, mise en scène de Jean-Jacques Devaux crée au Théâtre des Blancs-Manteaux
- 2009 : Le Chalet de l’horreur de la trouille qui fait peur de Patricia Levrey avec Isabelle Parsy, Cristelle Ledroit, Jean-David Stepler, Bertrand Fournel et Pascal Parmentier.
- 2011 : L'amour est dans le poste avec Isabelle Parsy, Philippe Gruz, Marie Borowsk

## Filmographie

### Actrice
- 1999 : La Nouvelle Ève, de Catherine Corsini